# Резовска река
Резовска река или Мутлудере (буг. Резовска река, тур. Mutludere) река је која протиче кроз Бугарску и Турску. Река тече кроз заштићено подручје парк природе Странџа.

## Географске карактеристике
Резовска река је дуга 112 km и извире на турској страни масива Странџа. Пролази на исток, кроз село Паспалово и представља државну границу Бугарске и Турске где се улива у Црно море близу села Резово, општина Царево. Ово је најјужнија тачка на бугарској црноморској обали и најсевернија тачка на турској страни. Подручје реке Резова покрива 738 km², од чега 555 km² припада Турској. Најдужа притока је Велика.
Према једној претпоставци, име реке је повезано са митским трачким краљем Ресом.

## Спор
Граница на ушћу реке била је мањи територијални спор између две државе, који је решен 1992. године. Ратификован је од стране Бугарске 1998. године. Према досадашњем споразуму, Бугарска је добила неколико квадратних километара земље у заливу Резово, а заузврат, Турска је добила мало водене површине на епиконтиненталном појасу.

## Слив и притоке
Површина слива реке је 738 km², од тога 183 km² на бугарској територији, границе су следеће:
- На северу — до слива реке Велеке;
- На југозападу, до гребена Странџе — у слив реке Марице;
- На југу — до сливова малих и кратких река које теку директно у Црно море.

Притоке: → лева притока ← десна притока
| - ← Чаирлик (у Турској) - → Тутунлук (у Турској) - → Чешме (у Турској) - ← Велика (у Турској) - → Делиевска река (протиче на бугарско-турској граници) - → Црногоровска река - ← Киречнова река (у Турској) - → Длабокиј дол - ← Киранлик (у Турској) - ← Арпалик (у Турској) - → Врли дол - ← Ченгене баир (у Турској) | - → Карадереџик - → Живачки дол - → Керетарски дол - → Лопушница - → Тепавичарски дол - → Церов дол - → Каменски дол - → Милорјак - → Водицата - → Суровјата - → Василев дол - → Селскија дол |

## Флора и фауна
Обале Резовске реке су обрасле дебелим храстовим и буковим шумама. На обалама такође обитава медитеранско жбуње, ретке орхидеје и бршљан. У брзацима реке, најраспрострањенија врста рибе је поточна пастрмка и зракоперка.
Река формира меандре у оквиру парка природе Странџа, протиче источним делом парка, као и у резервату Узунбоџак.

## Галерија
- Предео Резовске реке
- Граница Бугарске и Турске
- Река у парку Странџа
- Ушће Резовске реке